# Lista dystrybucyjna
Lista dystrybucyjna – lista adresów poczty elektronicznej, która służy do masowego rozsyłania wiadomości internetowych na adresy, które znajdują się na tej liście.
Listy dystrybucyjne służą m.in. do rozsyłania newsletterów, reklam oraz także spamu.
Ze względu na sposób tworzenia takich list, dzielą się one na:
- listy opt-in - są to listy, do których trzeba się świadomie zapisać z własnej inicjatywy, lub przynajmniej wyrazić zgodę na zapisanie.
- listy opt-out - są to zwykle listy gromadzone automatycznie (choć czasem też ręcznie), z których jednak istnieje rzeczywiście możliwość wypisania się. Adresy są dopisywane do listy bez zgody czy nawet świadomości właściciela danego adresu i dowiaduje się on o tym fakcie zwykle w momencie otrzymania pierwszego maila wysłanego z takiej listy. Listy takie dzieli się jeszcze na:
  - listy profilowane - na takie listy trafia się zwykle po wypełnieniu specjalnie do tego celu przygotowanej ankiety. Listy takie zawierają adresy osób wyselekcjonowanych według jakiegoś kryterium. Np. mogą to być osoby zainteresowane wędkarstwem. Listy profilowane mogą być tworzone zarówno ręcznie jak i automatycznie, a osoba, której adres został wpisany na taką listę może mieć, ale też i może nie mieć tego świadomości.
  - listy wstępnie weryfikowane - listy takie zawierają dość przypadkowe adresy e-mail, o których wiadomo tylko tyle, że są aktywne. Są one często niemal tożsame z listami automatycznymi weryfikowanymi i jedyna różnica polega na tym, że się można z takiej listy wypisać.
- listy automatyczne, nie weryfikowane - są one tworzone przez specjalne programy, które skanują strony WWW, fora dyskusyjne, Usenet a nawet e-mailowe listy dyskusyjne w poszukiwaniu adresów e-mail. Tego rodzaju listy są masowo stosowane przez zawodowych spamerów. Z tego rodzaju list nie ma praktycznie możliwości wypisania się, a zapisana osoba nie ma nawet świadomości, że trafiła na taką listę. Jedynym sposobem, aby nie trafić na taką listę, jest ukrywanie swojego adresu e-mail.
- listy automatyczne, zweryfikowane - są to listy gromadzone w sposób podobny do list całkowicie automatycznych, ale zanim dany adres trafi na taką listę, jest weryfikowany poprzez automat, który wysyła mail na dany adres z prośbą o odpowiedź. W liście służącym do weryfikacji jest zazwyczaj pytanie o to, czy dana osoba życzy sobie być dopisana do listy. Listy takie są bardzo często stosowane przez zawodowych spamerów. Bardzo często zdarza się, że mimo iż wysyłana zostaje odpowiedź przeczącą i tak dany adres jest dopisywany do takiej listy, gdyż prawdziwym celem listu z pytaniem jest sprawdzenie, czy adres ten jest w ogóle aktywny.

W wielu krajach świata istnieją ścisłe regulacje odnośnie do posługiwania się listami dystrybucyjnymi. Ogólne zasady netykiety zabraniają stosowania jakichkolwiek innych list oprócz listy typu opt-in, obojętnie czy to do celów marketingowych, politycznych czy jakichkolwiek innych.
Gromadzenie list opt-out, przy wykorzystaniu wcześniej utworzonych list automatycznych, jest także uważane za naruszenie netykiety i rozsyłanie spamu.
Netykieta zabrania także sprzedawania jakichkolwiek list osobom trzecim bez wyraźnej zgody właścicieli wszystkich widniejących na takiej liście adresów.